# Montbard
Montbard este un oraș în Franța, sub-prefectură a departamentului Côte-d'Or, în regiunea Bourgogne.

## Personalități născute aici
- Georges-Louis Leclerc de Buffon (1707 - 1788), naturalist, matematician, biolog, scriitor.

1. ↑  répertoire géographique des communes, accesat în 26 octombrie 2015
2. ↑  dataset of postal codes in France, 1 octombrie 2018